# Franz Joseph Rudigier

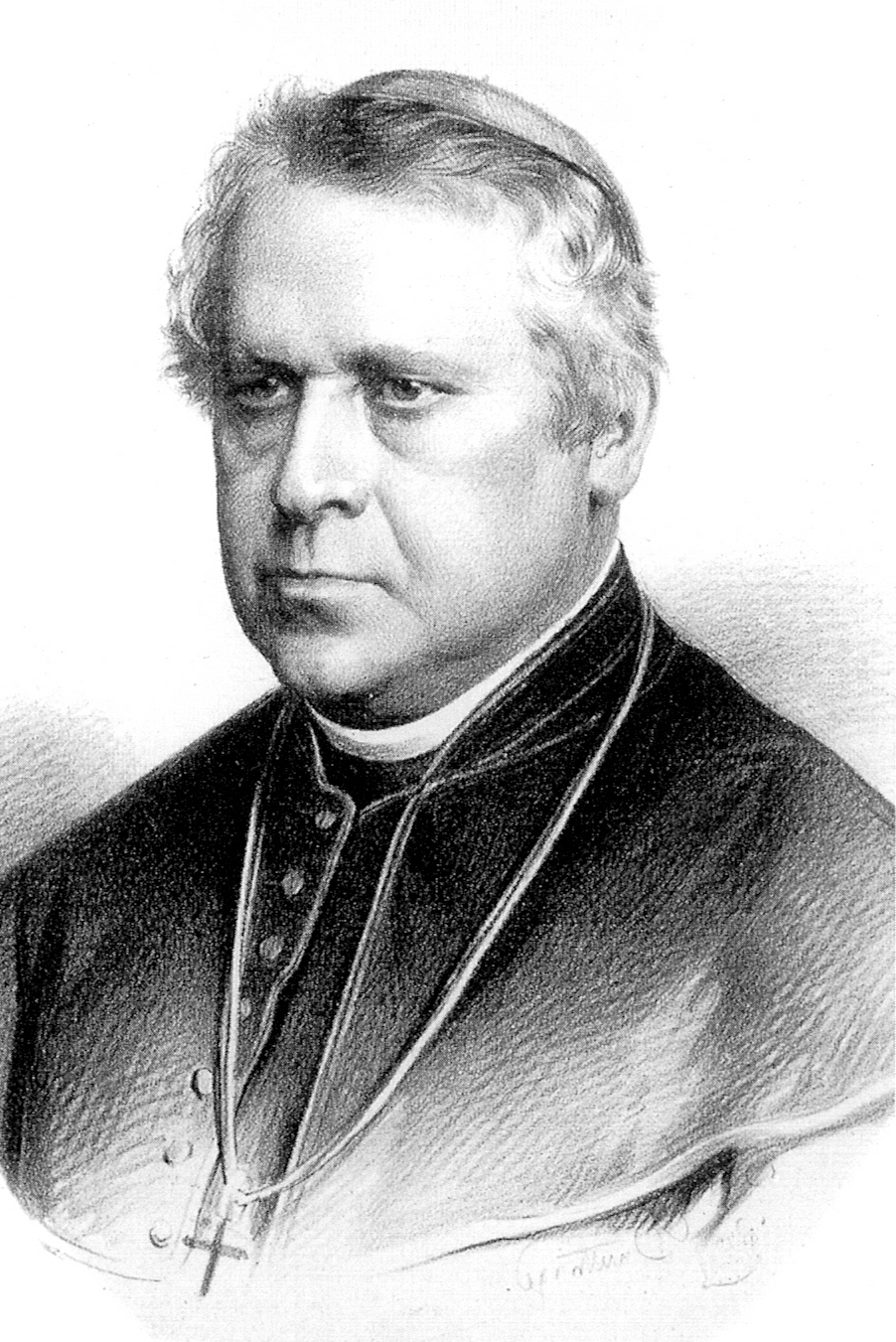
Franz Joseph Rudigier, Lithografie

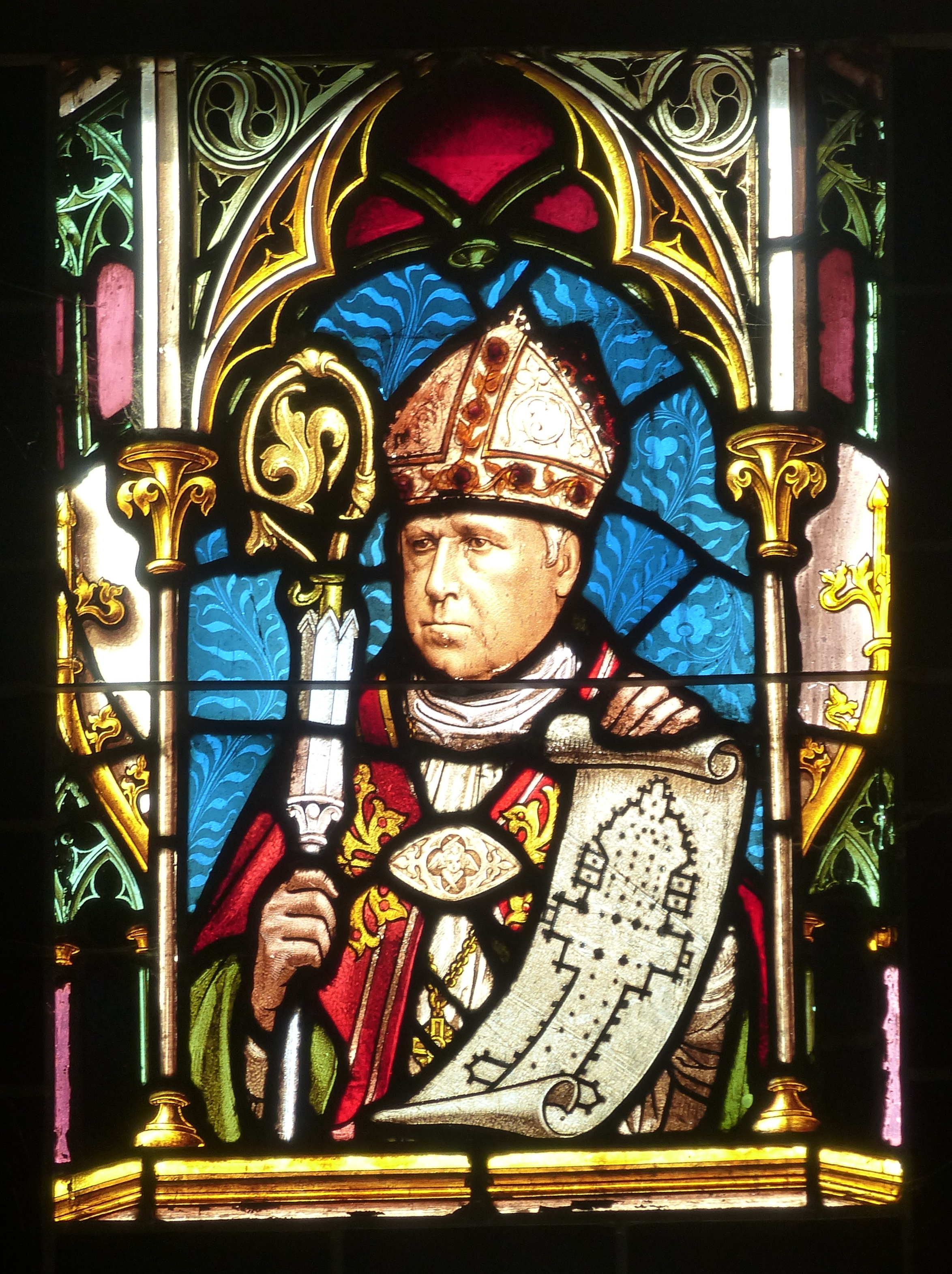
Bischof Rudigier mit Plan des neuen Linzer Doms, Buntglasfenster von Josef Kepplinger in der Pfarrkirche Gramastetten (1883)

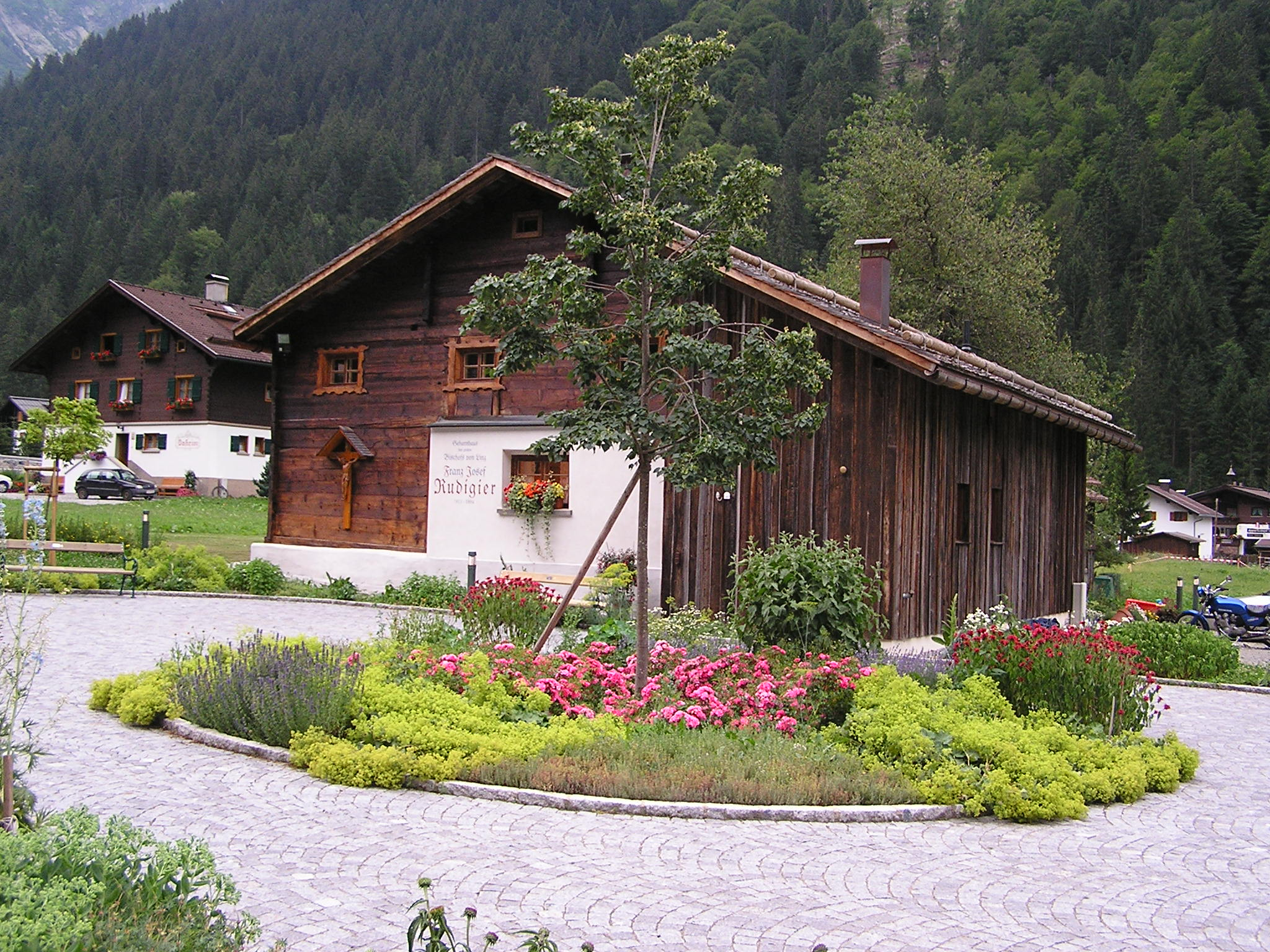
Geburtshaus in Partenen

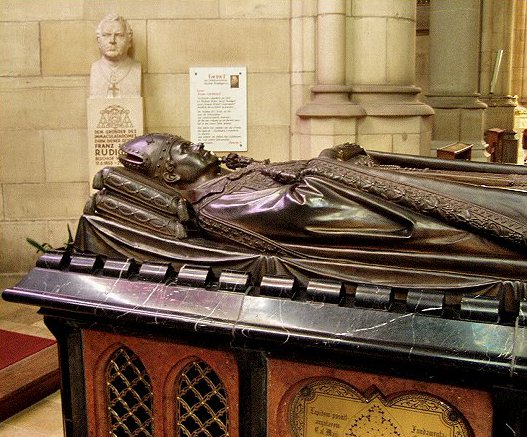
Kenotaph Bischof Rudigiers im Maria-Empfängnis-Dom in Linz

Franz Joseph Rudigier (* 7. April 1811 in Partenen, Vorarlberg; † 29. November 1884 in Linz) war ein österreichischer Geistlicher und Politiker. Er war römisch-katholischer Bischof der Diözese Linz und als Bischof von Linz zudem von Amts wegen Landtagsabgeordneter in Oberösterreich. 

## Leben
Franz Joseph Rudigier war das jüngste Kind von Johann Christian Rudigier und Maria Josepha, geborene Tschofen. Im Jahre 1831 trat er in das Priesterseminar in Brixen ein und wurde am 12. April 1835 zum Priester geweiht. Er war zunächst Seelsorger in Vandans,  1836 in Bürs. Ab 1838 studierte er am Höheren Bildungsinstitut für Weltpriester St. Augustin (Frintaneum) in Wien und wurde 1839 Professor für Kirchengeschichte und Kirchenrecht in Brixen. Er wurde 1845 Spiritualdirektor des Frintaneums und Hofkaplan in Wien. Rudigier war Lehrer Kaiser Franz Josephs I. und seines Bruders Maximilian. Ab 1848 war er Propst von Innichen und ab 1850 Domherr von Brixen und Regens des dortigen Priesterseminars.
Am 19. Dezember 1852 ernannte ihn Kaiser Franz Joseph I. zum Bischof von Linz, Papst Pius IX. bestätigte ihn am 10. März 1853. Er wurde am 5. Juni in Wien von Michele Kardinal Viale-Prelà zum Bischof geweiht und am 12. Juni in Linz inthronisiert.
Im Jahr 1854 errichtete Bischof Rudigier ein kirchliches Lehrerseminar und förderte die Niederlassung zahlreicher Ordensgemeinschaften. Nach der Verkündigung des Dogmas von der unbefleckten Empfängnis veranlasste er 1855 den Bau des Mariä-Empfängnis-Domes („Neuer Dom“) in Linz, der diesem Patrozinium geweiht wurde. Der Grundstein wurde 1862 gelegt, der Bau 1924 fertiggestellt. Die große, von der dänischen Orgelbaufirma Marcussen & Søn erbaute Domorgel wird zu Ehren des Bischofs auch Rudigier-Orgel genannt.
Bischof Rudigier war Mitglied des 1861 konstituierten oberösterreichischen Landtags und Mitbegründer des politischen Katholizismus. Als erbitterter Gegner des Liberalismus war er selten bereit, Kompromisse einzugehen.
In einem Hirtenbrief vom 7. September 1868 rief er zum Widerstand gegen neue staatliche Schul- und Ehegesetze auf (siehe Maigesetze (Österreich-Ungarn)). Das Schreiben wurde beschlagnahmt, und Rudigier wurde am 12. Juli 1869 wegen „des Verbrechens der Störung der öffentlichen Ruhe“ zu zwei Wochen Gefängnis verurteilt, aber vom Kaiser begnadigt. Diese Verurteilung machte ihn zum Volksbischof und bewirkte eine zunehmende politische Aktivität der Katholiken. Der Katholische Volksverein und der Katholische Preßverein wurden 1870 gegründet. Letzterer gab die katholische Tageszeitung Linzer Volksblatt heraus.
Das Dogma von der Unfehlbarkeit des Papstes hielt Rudigier für nicht opportun, stimmte aber 1870 diesem Dogma beim Ersten Vatikanischen Konzil zu. Die Verabschiedung der Maigesetze am 25. Mai 1868 durch die von Franz Joseph I. ermächtigte liberale k.k. Regierung akzeptierte er nie, da sie die Aufhebung des Konkordats von 1855 zur Folge hatte.
Er war Ehrenmitglied der katholischen Studentenverbindung KÖStV Austria Wien.
Franz Joseph Rudigier starb 1884 und wurde zunächst im Alten Dom in Linz begraben. Nach der Fertigstellung des Neuen Doms wurden seine sterblichen Überreste – ebenso wie die der übrigen im Alten Dom bestatteten Bischöfe von Linz – 1924 in die neue Kathedrale verlegt.

## Würdigung
- 1895 wurde der Seligsprechungsprozess eingeleitet. Am 3. April 2009 wurde ihm von Papst Benedikt XVI. der heroische Tugendgrad zuerkannt und Rudigier zum ehrwürdigen Diener Gottes erhoben.
- In Linz wurde 1894 die zum Neuen Dom führende Straße (vorher Glockengießergasse) nach ihm benannt.[3]
- Ein Rudigier-Denkmal steht in der Allee vor der Magdalenabergkirche in Bad Schallerbach und erinnert zugleich an die zehnte Station des Kreuzwegs, der am 2. Mai 1860 von Bischof Rudigier eingeweiht worden war und bis 1974 von der Filialkirche Schönau hier entlang heraufführte.

## Werke
- Franz Doppelbauer (Hrsg.): Bischof Rudigier’s geistliche Reden. 2 Bände. Doppelbauer, Linz 1885–1887.
- Franz Doppelbauer (Hrsg.): Bischof Rudigier’s Hirtenschreiben. Doppelbauer, Linz 1888.
- Franz Doppelbauer (Hrsg.): Bischof Rudigier’s politische Reden. Doppelbauer, Linz 1889.